# Nazionale maschile di hockey su prato della Francia
La nazionale di hockey su prato della Francia è la squadra di hockey su prato rappresentativa della Francia.

## Partecipazioni

### Mondiali
- 1971 – 7º posto
- 1973 – non partecipa
- 1975 – non partecipa
- 1978 – non partecipa
- 1982 – non partecipa
- 1986 – non partecipa
- 1990 – 7º posto
- 1994 – non partecipa
- 1998 – non partecipa
- 2002 – non partecipa
- 2006 – non partecipa
- 2010 – non partecipa
- 2014 – non partecipa
- 2018 – 8º posto

### Olimpiadi
- 1908 – 6º posto
- 1920 – 4º posto
- 1928 – 5º posto
- 1932 – non partecipa
- 1936 – 4º posto
- 1948 – 5º posto
- 1952 – 9º posto
- 1956 – non partecipa
- 1960 – 10º posto
- 1964 - non partecipa
- 1968 - 10º posto
- 1972 - 12º posto
- 1976-2008 - non partecipa

### Champions Trophy
- 1978-1991 – non partecipa
- 1992 – 6º posto
- 1993-2008 – non partecipa

### EuroHockey Nations Championship
- 1970 - non partecipa
- 1974 - 6º posto
- 1978 - 7º posto
- 1983 - 6º posto
- 1987 - 11º posto
- 1991 - 6º posto
- 1995 - 12º posto
- 1999 - 7º posto
- 2003 - 5º posto
- 2005 - 5º posto
- 2007 - 6º posto